# Asphondylia lupini
Asphondylia lupini is een muggensoort uit de familie van de galmuggen (Cecidomyiidae). De wetenschappelijke naam van de soort is voor het eerst geldig gepubliceerd in 1908 door Filippo Silvestri.
Silvestri vond de soort in Nola (Italië) en omstreken. De larven leven in de peulen van witte lupine (Lupinus albus L.); in een peul leeft een larve. Als natuurlijke vijanden van deze soort identificeerde hij de parasitoïden Eurytoma dentata en Pseudocatolaccus asphondyliae (synoniem van Pseudocatolaccus nitescens).